# Kenichi Fukui
Kenichi Fukui (n. 4 octombrie 1918, Heijō⁠(d), Prefectura Nara, Japonia – d. 9 ianuarie 1998, Kyoto, Japonia) a fost un chimist japonez, laureat al Premiului Nobel pentru chimie (1981).